# Комарово (Волковский сельсовет)
Комарово — деревня в Бабаевском районе Вологодской области России. Расположена вблизи реки Куштавка (приток Суды).
Входит в состав Санинского сельского поселения (с 1 января 2006 года по 13 апреля 2009 года входила в Волковское сельское поселение), с точки зрения административно-территориального деления — в Волковский сельсовет.
Расстояние до районного центра Бабаево по автодороге — 53 км, до центра муниципального образования деревни Санинская по прямой — 22 км. Ближайшие населённые пункты — Архангельское, Новополье, Тырпец.
По данным переписи в 2002 году постоянного населения не было.